# Нивы-Золочовские
Нивы-Золочовские (укр. Ниви-Золочівські) — село в Боремельской сельской общине Дубенского района Ровненской области Украины.
До 2020 года входило в Демидовский район.
Население по переписи 2001 года составляло 71 человек. Почтовый индекс — 35211. Телефонный код — 3637. Код КОАТУУ — 5621482902.